# Opération Quarante étoiles

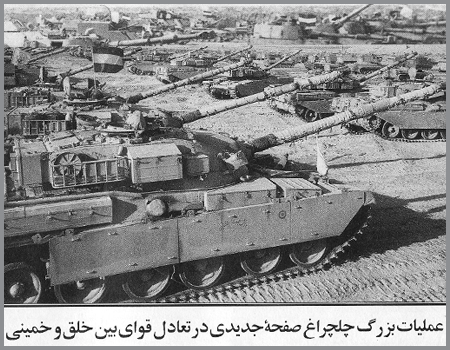
FV4201 Chieftain iraniens capturés par l'OMPI lors de l'Opération Quarante étoiles.

L'opération Quarante Étoiles (en persan : عملیات چلچراغ), également connue sous le nom d’opération Quarante Lumières, ou Chelcheraq, est une opération militaire menée par l'OMPI à la fin de la guerre Iran-Irak le 18 juin 1988.

## Objectif
L'objectif était d'occuper la ville frontalière iranienne de Mehran. En quatre jours, l'OMPI anéantit une division Pasdaran et s'empare de Mehran,,.

## Contexte historique
Le 18 juin 1988, l'OMPI a lancé l'opération et a presque détruit la division des Gardiens de la révolution iranienne. Ce fut une sévère défaite pour les forces iraniennes, qui ont perdu une grande quantité d'équipement intact, ainsi que de nombreux soldats tués ou capturés.

## Commémoration irakienne
L'OMPI fait une exposition en Irak avec 54 chars iraniens capturés dont 38 FV4201 Chieftain de la 16e division blindée de Qazvin, du corps des gardiens de la révolution et de la 11e division Amir-al-Mo'menin, et nombreux autres équipements.